# Jørgen Randers

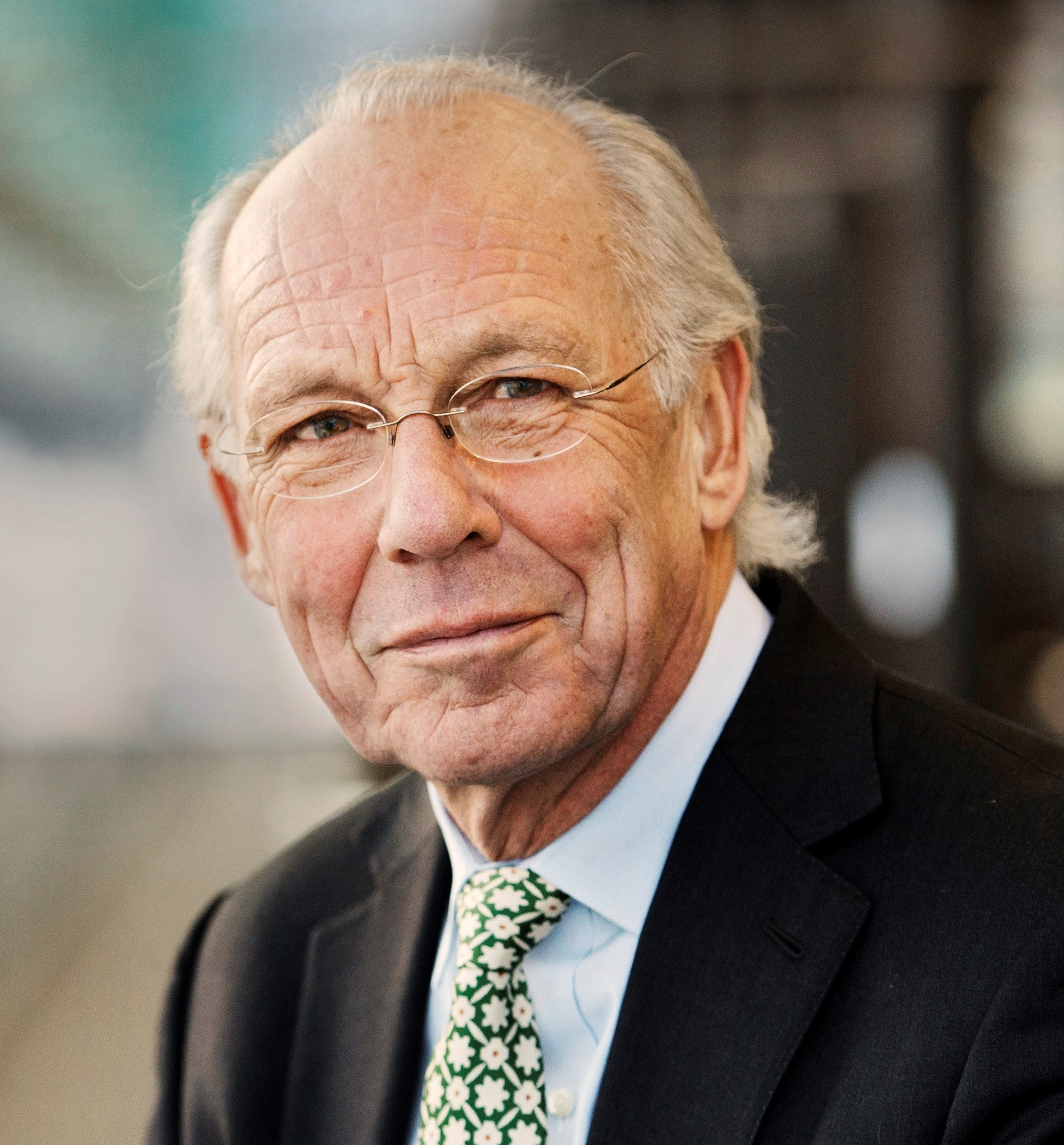
Jørgen Randers

Jørgen Randers (* 22. Mai 1945 in Worcester, England) ist ein norwegischer Hochschullehrer, Autor und Zukunftsforscher. Er ist emeritierter Professor für Klimastrategie der BI Norwegian Business School.

## Leben
Randers ist der Sohn des norwegischen Physikers Gunnar Randers und der Neffe des norwegischen Bergsteigers Arne Randers Heen. Er absolvierte ein Studium der Festkörperphysik an der Universität Oslo (Abschluss als cand. real. 1968) und promovierte 1973 an der Sloan School of Management des Massachusetts Institute of Technology (MIT) in Cambridge (Massachusetts).
Nach kurzzeitiger Lehrtätigkeit am MIT war Randers von 1974 bis 1980 Direktor der Forschungseinrichtung Resource Policy Group in Oslo. Dann war Randers Deputy Director der norwegischen Tochter des Ölförder-Konzerns Deminex. Von 1981 bis 1989 war er Rektor der Handelshochschule Bedriftsøkonomisk Institutt (BI; Norwegian School of Management) in Oslo. Es folgten mehrere Stationen als Manager in der Finanzbranche, Verwaltungsratsvorsitzender und Strategieberater. In den Jahren von 1994 bis 1999 hatte er den Posten des stellvertretenden Generaldirektors des World Wide Fund For Nature in Genf inne.

## Lehrtätigkeit
Randers wurde 1985 zum Professor für Policy Analysis (politische Analyse) an der Norwegian School of Management ernannt. Diese benannte sich 2011 in BI Norwegian Business School um. Dann war Randers bis zu seiner Emeritierung 2015 Professor für Klimastrategien und behandelt neben allgemeinen Klimafragen auch Themen wie Szenariotechnik und Systemdynamik. Er hält auch im Ausland oft Vorlesungen vor Firmenvertretern über Themen wie Nachhaltige Entwicklung, besonders im Hinblick auf den Klimawandel und die Bedrohung durch die globale Erwärmung.

## Sonstige Tätigkeiten
Randers ist Mitglied des Aufsichtsrats der norwegischen Firma Tomra und des Beirats für nachhaltiges Wirtschaften der British Telecom und der US-amerikanischen Dow Chemical Company. In den Jahren von 2005 bis 2006 war er der Vorsitzende der Norwegischen Kommission zur Reduzierung von Treibhausgasen. Die Kommission stellte einen Bericht vor, der aufzeigte, wie das Land zwei Drittel seiner Emissionen an Treibhausgasen bis zum Jahre 2050 reduzieren könne.

## Autor
Randers wurde 1972 als Koautor der Studie Die Grenzen des Wachstums des Club of Rome bekannt. Diese Studie wurde in den Jahren 1992 und 2004 durch Updates aktualisiert. Es folgte das Buch 2052. Der neue Bericht an den Club of Rome, das von der Robert-Jungk-Bibliothek für Zukunftsfragen in der Zeitschrift proZukunft in die Top Ten der Zukunftsliteratur des Jahres 2012 gewählt wurde. 2016 erschien Ein Prozent ist genug.

## Veröffentlichungen
- 1972: mit Donella H. Meadows und  Dennis L. Meadows: The Limits to Growth: A Report for the Club of Rome's Project on the Predicament of Mankind. Earth Island, London 1972, ISBN 0-85644-008-6.
  - 1972: als Koautor: Die Grenzen des Wachstums.
- 1992: in deutscher Sprache, als Koautor mit Donella H. Meadows und Dennis L. Meadows: Die neuen Grenzen des Wachstums: Die Lage der Menschheit, Bedrohung und Zukunftschancen. Deutsche Verlagsanstalt, Stuttgart, ISBN 3-421-06626-4.
  - 1992: Originalausgabe in englischer Sprache: Beyond the Limits: Confronting Global Collapse, Envisioning a Sustainable Future. Chelsea Green Publications, Post Mills (Vermont), USA, ISBN 0-930031-55-5.
- 2004: mit Donella H. Meadows und Dennis L. Meadows: Limits to Growth: The 30 Years Update. Chelsea Green Publications, Post Mills (Vermont), USA, ISBN 1-931498-58-X.
  - 2006: in deutscher Sprache: Die Grenzen des Wachstums. Der 30-Jahre-Update. 4. Auflage. Hirzel, Stuttgart 2012, ISBN 978-3-7776-2228-6.
- 2012: 2052: A Global Forecast for the next Forty Years. Chelsea Green Publications, White River Junction, Vermont, USA, ISBN 978-1-60358-467-8.
  - 2012: in deutscher Sprache: 2052. Der neue Bericht an den Club of Rome. Eine globale Prognose für die nächsten 40 Jahre. Oekom, München, ISBN 978-3-86581-398-5.[1][2]
- 2016: Ein Prozent ist genug. Mit weniger Wachstum soziale Gerechtigkeit, Arbeitslosigkeit und Klimawandel bekämpfen. Bericht an den Club of Rome, zusammen mit Graeme Maxton, oekom Verlag, München 2016, ISBN 978-3-86581-810-2.

als Herausgeber
- 1980: Elements of the System Dynamics Methods. MIT Press, Cambridge (Massachusetts), ISBN 0-262-18092-8.